# 京成AE型電聯車 (2代)

成田机场线的线路图

京成AE型電聯車（日语：／ Keisei AE-gata densha */?）是京成電鐵的特急電動列車組，是第三款服務Skyliner的車型，为取代上一代的AE100型，與新落成的成田機場線一併投入服務。
在本节中，下文提及的“高速运行”或“高速行驶”，在未指明任何特定速度的情况下，均指以最高时速 160 公里行驶。

## 概要
在2010年7月17日开通的成田機場線上，该列车作为運營时速160km/h的“SkyLiner”列车被引进，并于同日开始经由成田機場線运行。
新造此車的项目計劃于2004年左右开始，同年6月就任的公司第10任总裁兼代表董事花田立透露了计划的细节。 据透露，生产成本约为160亿日元。
至于型号名称，它被确定为第二代“AE”，其理念是“机场通道和京成的回归”。
开通时引进了8輛編成共計64节车厢，2019年又增加了1列8节车厢的列车。
2010年9月29日，京成的铁路车厢荣获首届优良设计奖。 此外，2011年5月24日，继第一辆AE车之后，它第二次获得了铁路之友协会的蓝丝带奖。

## 開發導入經過
1972年，京成公司引进了AE型电车，作为通往成田国际机场（2004年前为新东京国际机场，以下简称“成田机场”）的“SkyLiner”特急列车用车，但由于机场启用时间推迟以及机场车站位置（当时京成离机场最近的车站为东成田站）不佳，AE 型电车在机场启用后未能充分发挥机场运输的作用。 
另一方面，在1971年4月，制定了成田新干线的基本计划。1979年6月，虽然成田市的建设正在进行中，但关键的市中心一侧的线路尚未建成。 1981年，成田机场开通后，成立了高速铁路调查委员会，对通往成田机场的高速铁路进行调查研究，并于1984年从三条路线提案中选择了通过北总开发铁道（当时）的路线。 然而，这个计划也没有任何具体的进展。
在此期间，1991年，为成田新干线准备的设施被转让给成田空港高速铁道，并决定直接接入机场，但在前一年，即1990年，京成推出了AE100型。 从那时起，它与JR东日本运营的“成田特快”一起，成为成田机场交通的正式组成部分。
在1999年，再次成立了一个研究委员会，以实现通过北总铁道北总线的路线，并于2002年成立了一家公司来建造和拥有该设施，并决定在2010年开业。 2005年，成田机场决定通过扩建平行跑道（B跑道）来增加大型客机的起降次数，并开始建设计划于2010年度完工的平行跑道扩建工程（2009年10月22日提前开始服务）。 随着跑道扩建工程的完成，每年的出发和到达人数将从20万人次增加到22万人次，成田机场的旅客人数预计将进一步增加。

后来，成田机场线于 2010 年 7 月 17 日开通，通过将部分路段的最高时速提高到 160 公里/小时，实现了东京与成田机场之间 30 分钟的连接。 京成将在这条路线上运营机场快速列车，因此决定引入可高速运行的新型车辆。

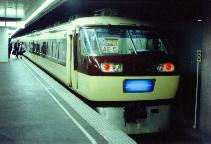
初代Skyliner AE型
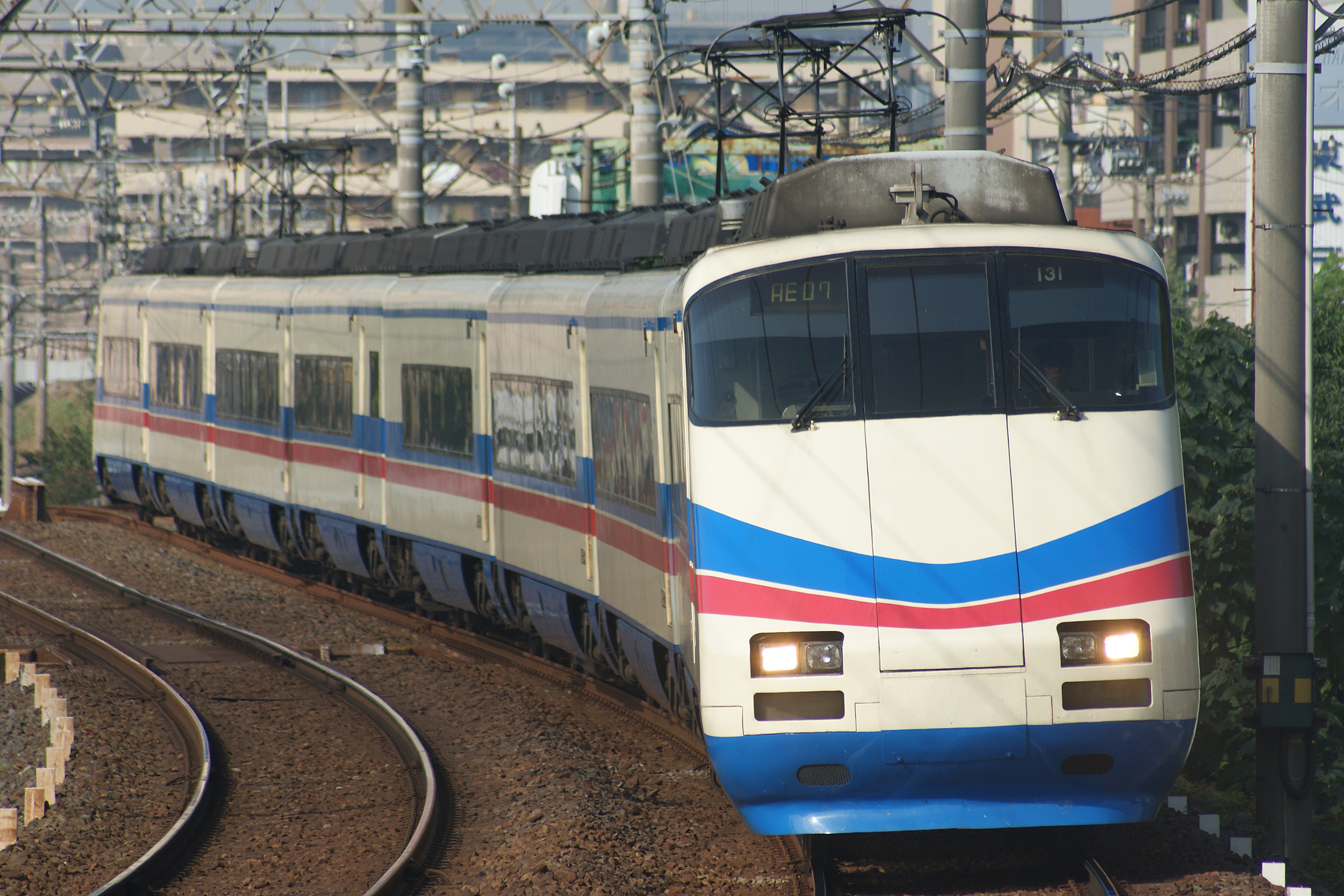
第二代Skyliner AE100型
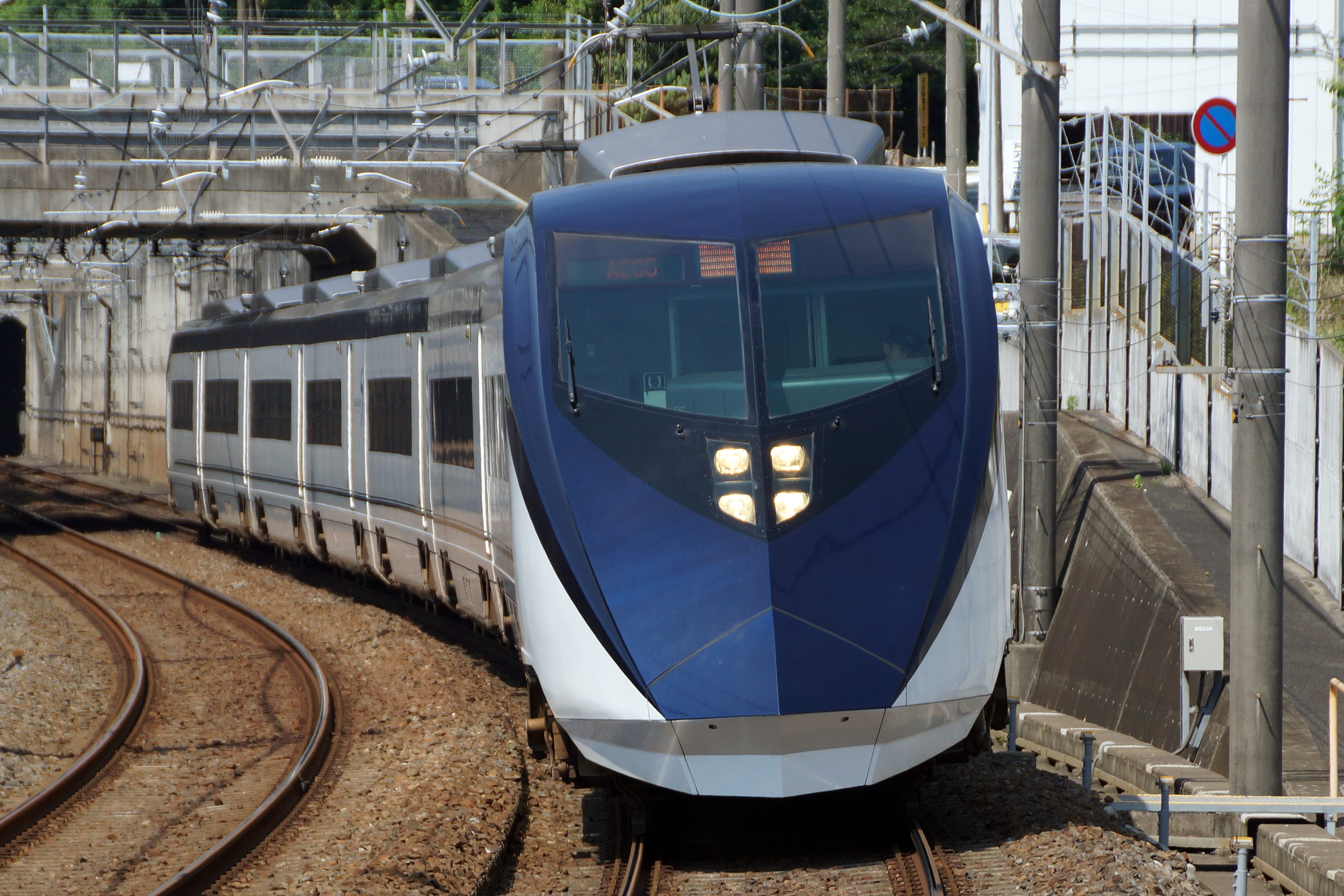
第三代Skyliner列车 AE型

### 初代AE型
成田機場最初規劃有連結東京都的成田新幹線和作為通勤使用的京成本線由京成成田延伸至成田機場站（現 東成田站）。因為京成本線原計劃為通勤使用，所以沒打算開行優等列車。隨著成田新幹線計畫取消，離東京都70公里的成田機場只有京成本線營運，所以京成本線得以開行優等列車，並成為今日的Skyliner列車。

### 2代AE型
有鑑於以往京成本線及JR東日本的成田特快因走線較迂迴而導致行車時間長，京成電鐵透過升級北總線及從印旛日本醫大站興建新線，提供更直接的路徑到達成田國際機場。新線擁有A型路權，可容許列車以更高速度行駛，因此開發最高營運速度達160km/h的AE型列車，比成田特快的130km/h為高。

## 車輛解說

### 設計理念
外观设计的主题是"风"，它给人的印象是风是速度的象征，是旅行的载体和邀请，同时也寓意着通往机场的最快交通工具。 室内设计的主题也选择了"凛"，"凛"的意思是严密和保护本质，也意味着对公共空间的智慧考量、透明和温和。

### 車體

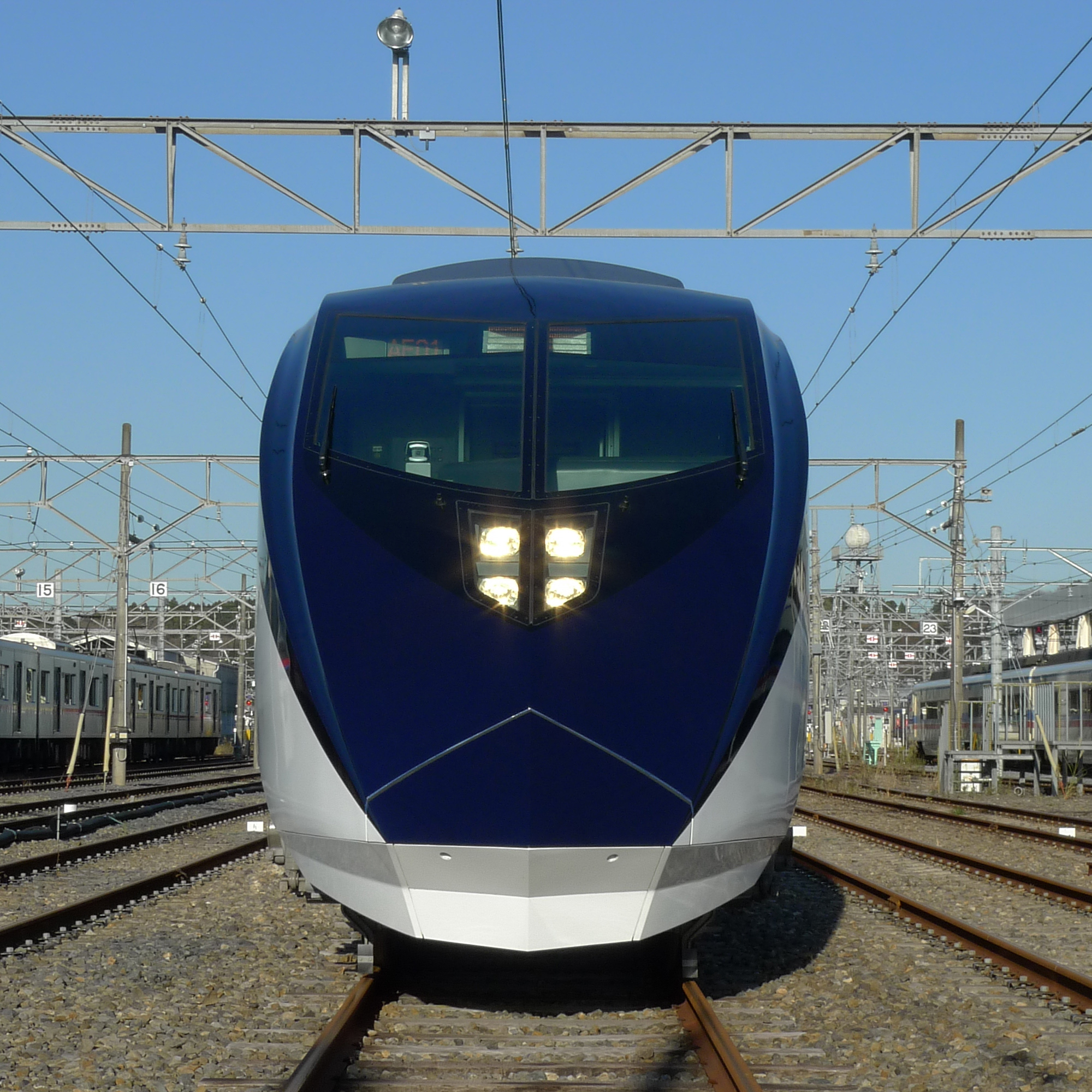
中间配置了4盏大灯

基本结构由铝合金制成，这是自京成更新1600系的车体的原型车体以来首次全尺寸使用铝合金，双层结构使用空心挤压材料以减轻重量。 车身总长（头等车厢19500毫米，中间车厢19000毫米）和地板高度（1100毫米）与AE100 相同，但车门宽度为1000毫米，比 AE100宽了200毫米，单开门的设计是为了减少车辆高速进入隧道时车厢压力的突然变化。为了减少高速进入隧道时车内压力的突然变化，乘降车门由四个气缸从内部推入，车门是气动操作的。出于同样的目的，还为空调系统的供气和排气口安装了百叶窗。

### 塗裝 · LOGO
车身涂有两种颜色，底色为溪流白■，线条为风之蓝■。 灵感来自 "风"这个字。

### 車廂內部
所有車廂為同一席級，均是指定席。4號車廂設有飲品售賣機而5號車廂則配備洗手間及輪椅空間。

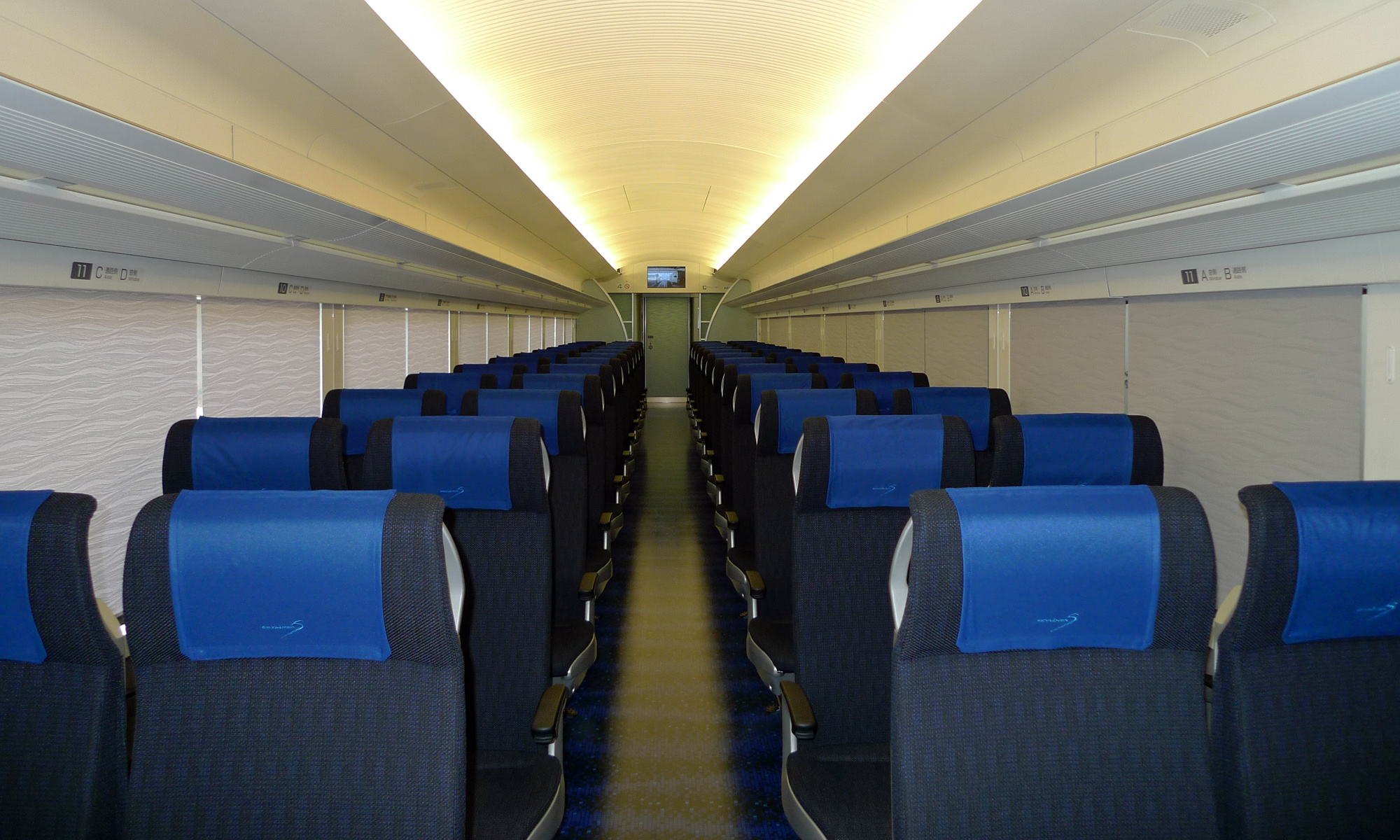
車廂內部
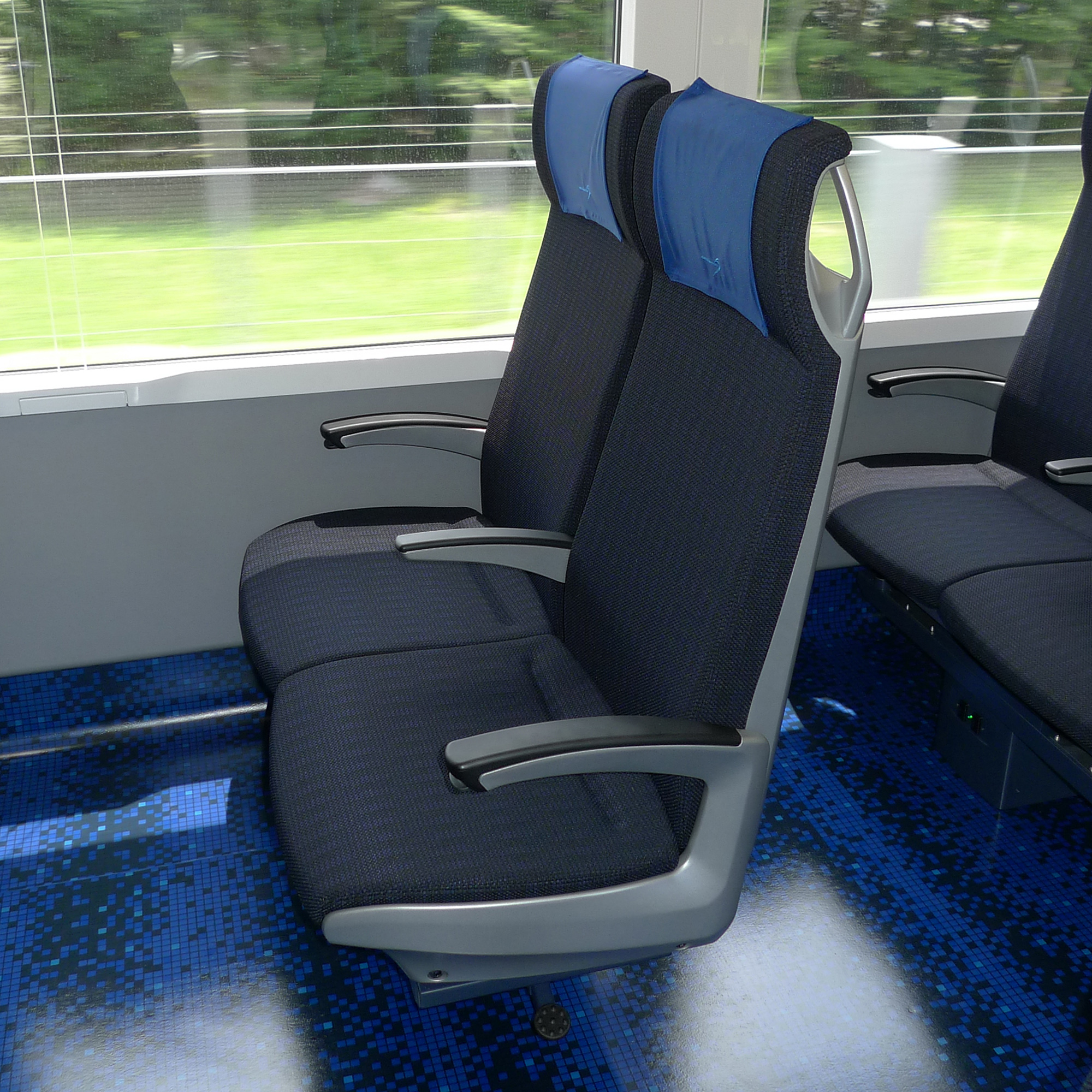
座位
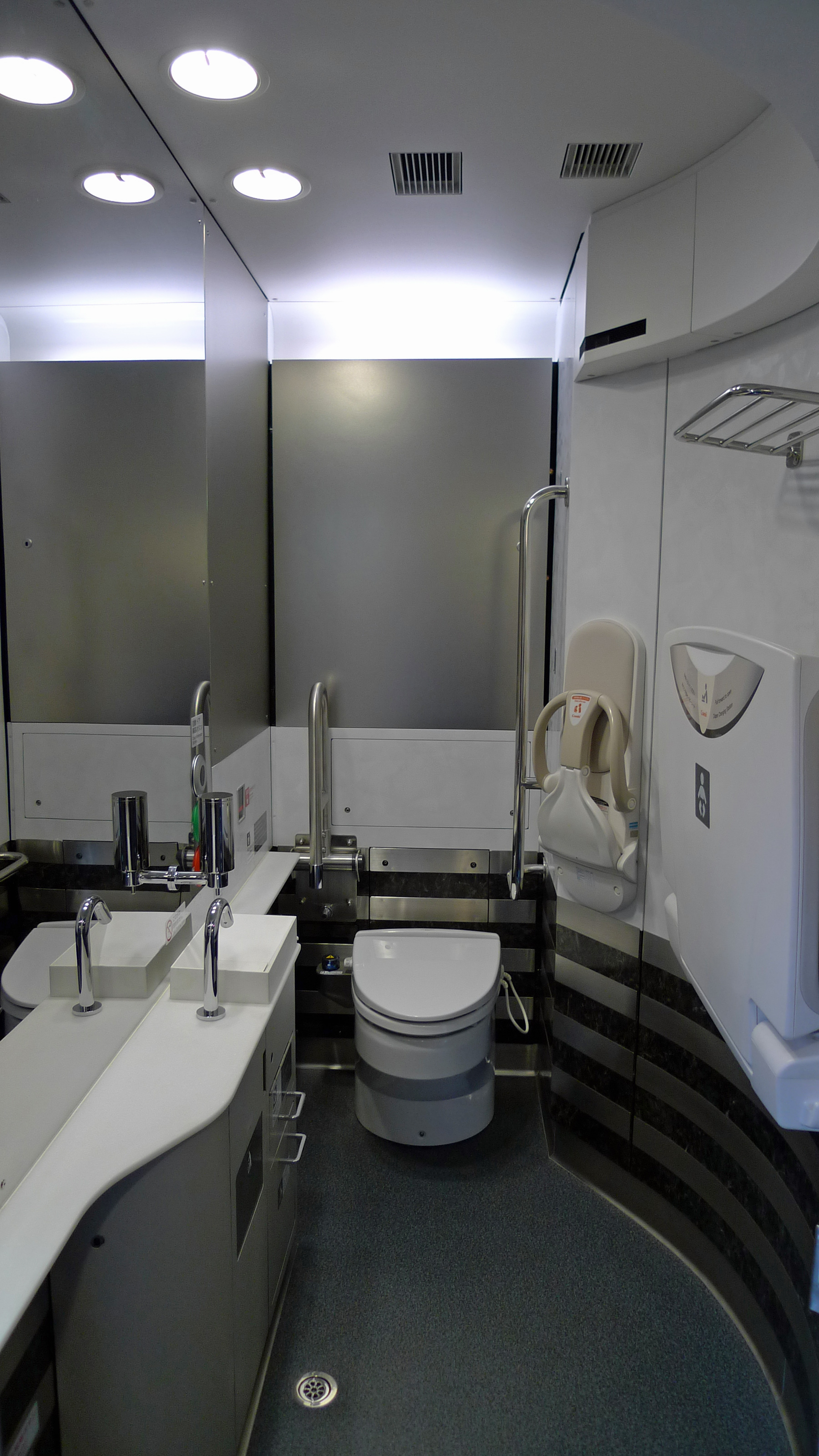
洗手間
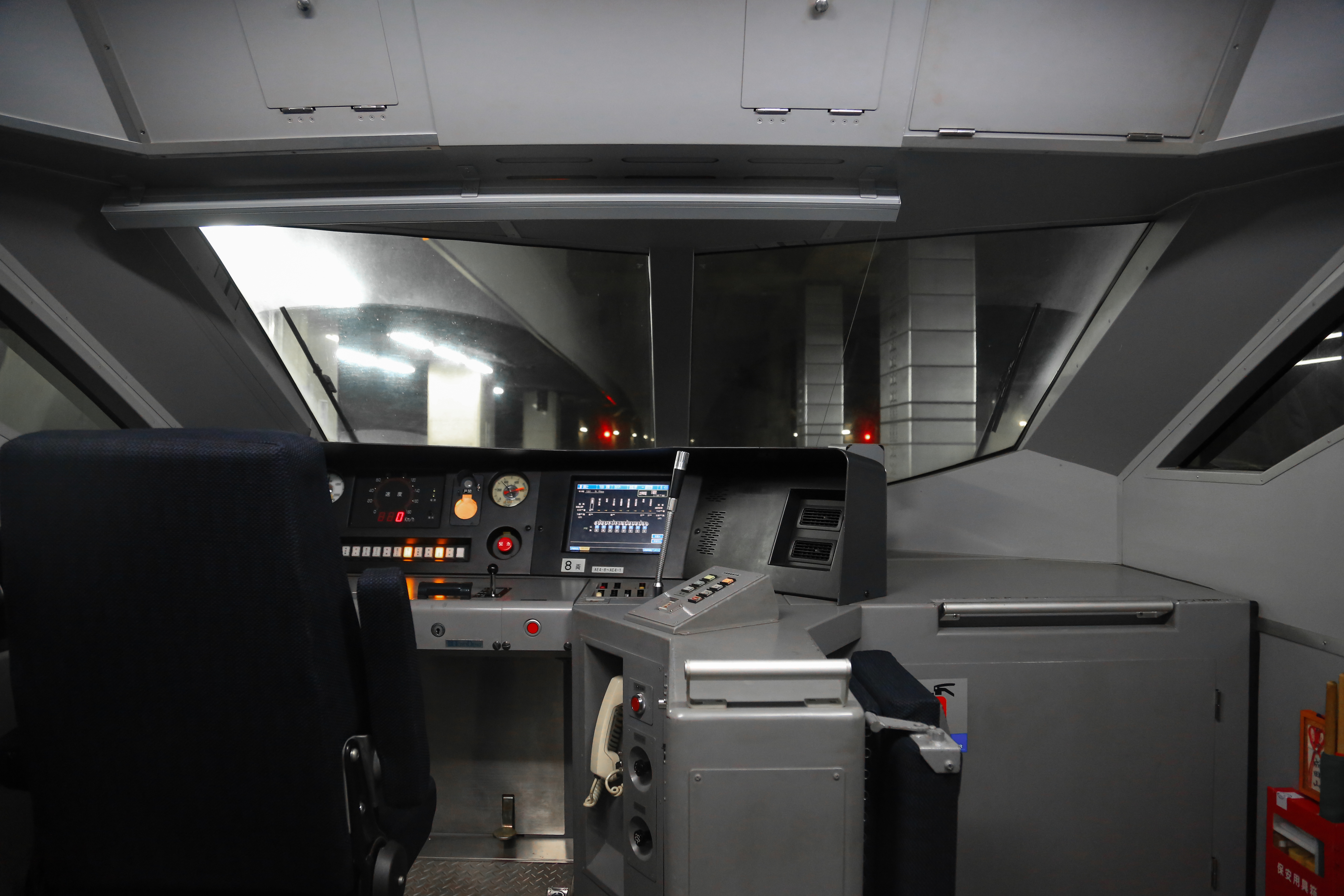
列车的驾驶室内部

## 列車編組
基本编組为8輛編成，与现有的 AE100 级类似。 此外，该规格還為未来的10輛编成有預留。

|            | ↑ 成田空港       |       |      |                                        |
| 号車       | 車種             | 自重  | 定員 | 備註                                   |
| 1          | 控制动力车 (M2c) | 37.5t | 40人 |                                        |
| 2          | 动力车 (M1)      | 39.5t | 56人 |                                        |
| 3          | 动力车 (M2N)     | 38.5t | 56人 |                                        |
| 4          | 动力车 (M1')     | 40.0t | 52人 | 设置有服务中心                         |
| 5          | 拖车 (T2)        | 33.0t | 42人 | 提供卫生间、盥洗室和可供轮椅进出的座位 |
| 6          | 拖车 (T1)        | 33.0t | 56人 |                                        |
| 7          | 动力车 (M2S)     | 39.0t | 56人 |                                        |
| 8          | 控制动力车 (M1c) | 40.0t | 40人 |                                        |
| ↓ 京成上野 |                  |       |      |                                        |

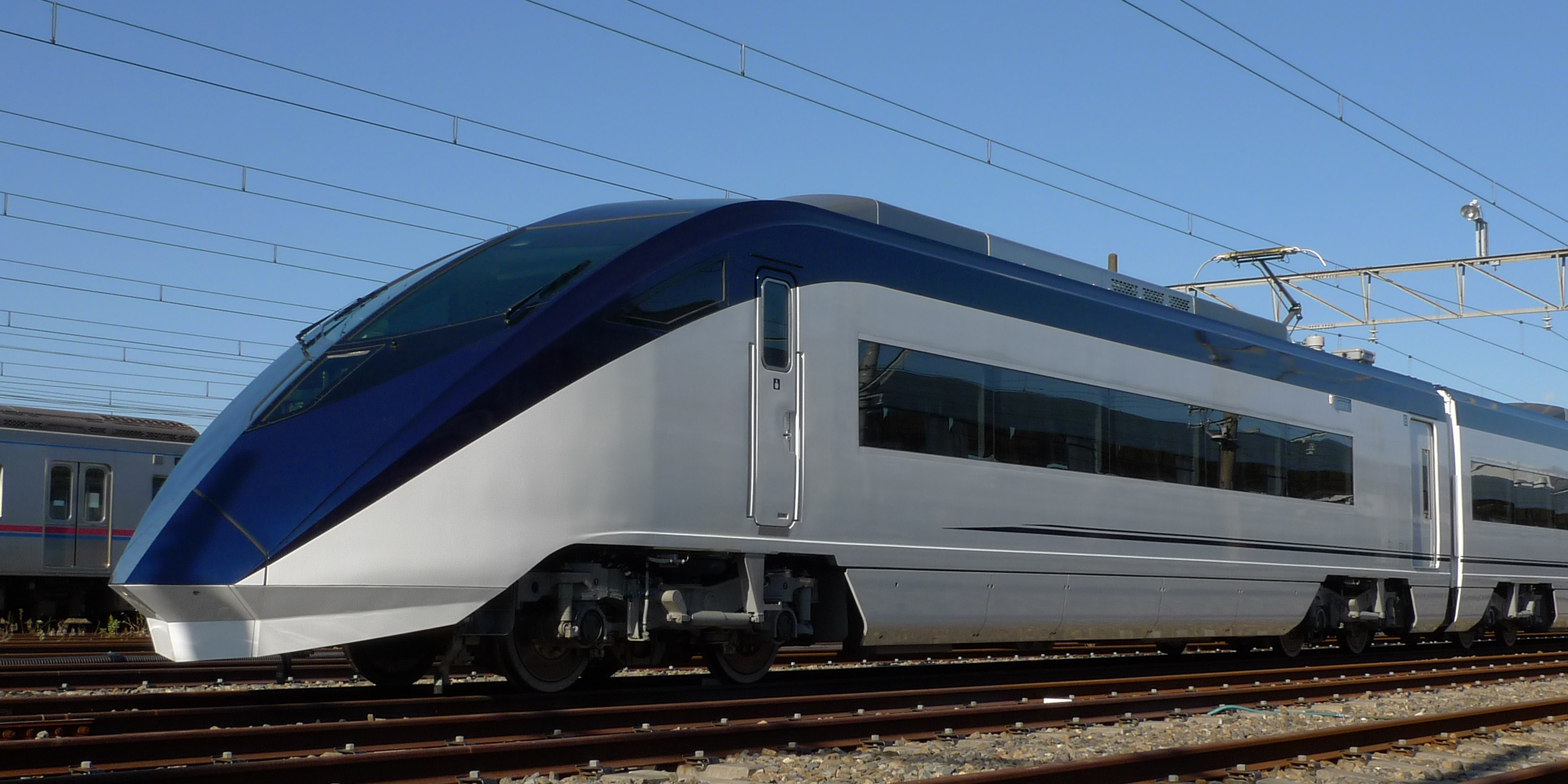
2，4，6及8號車廂設有集電弓
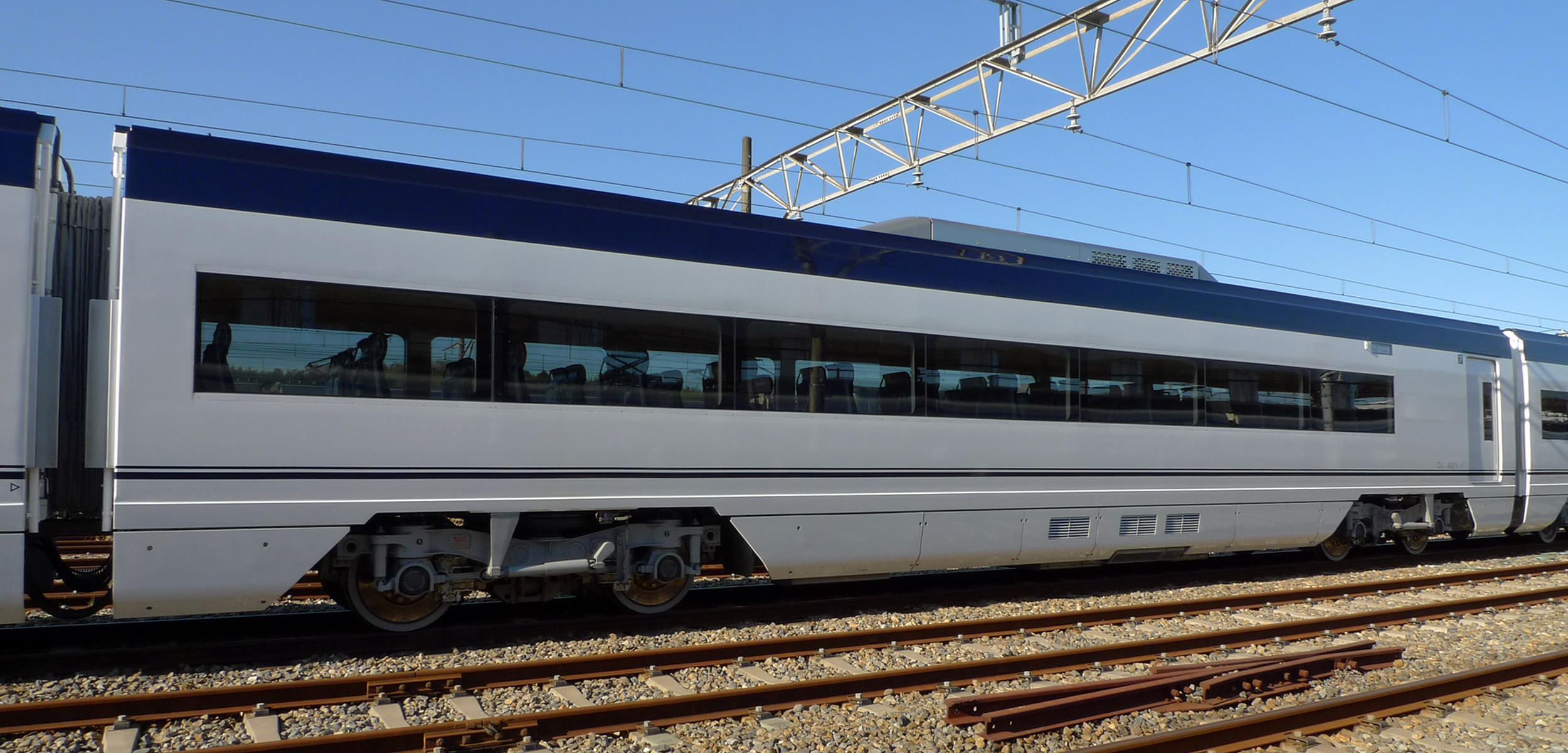
7號車廂
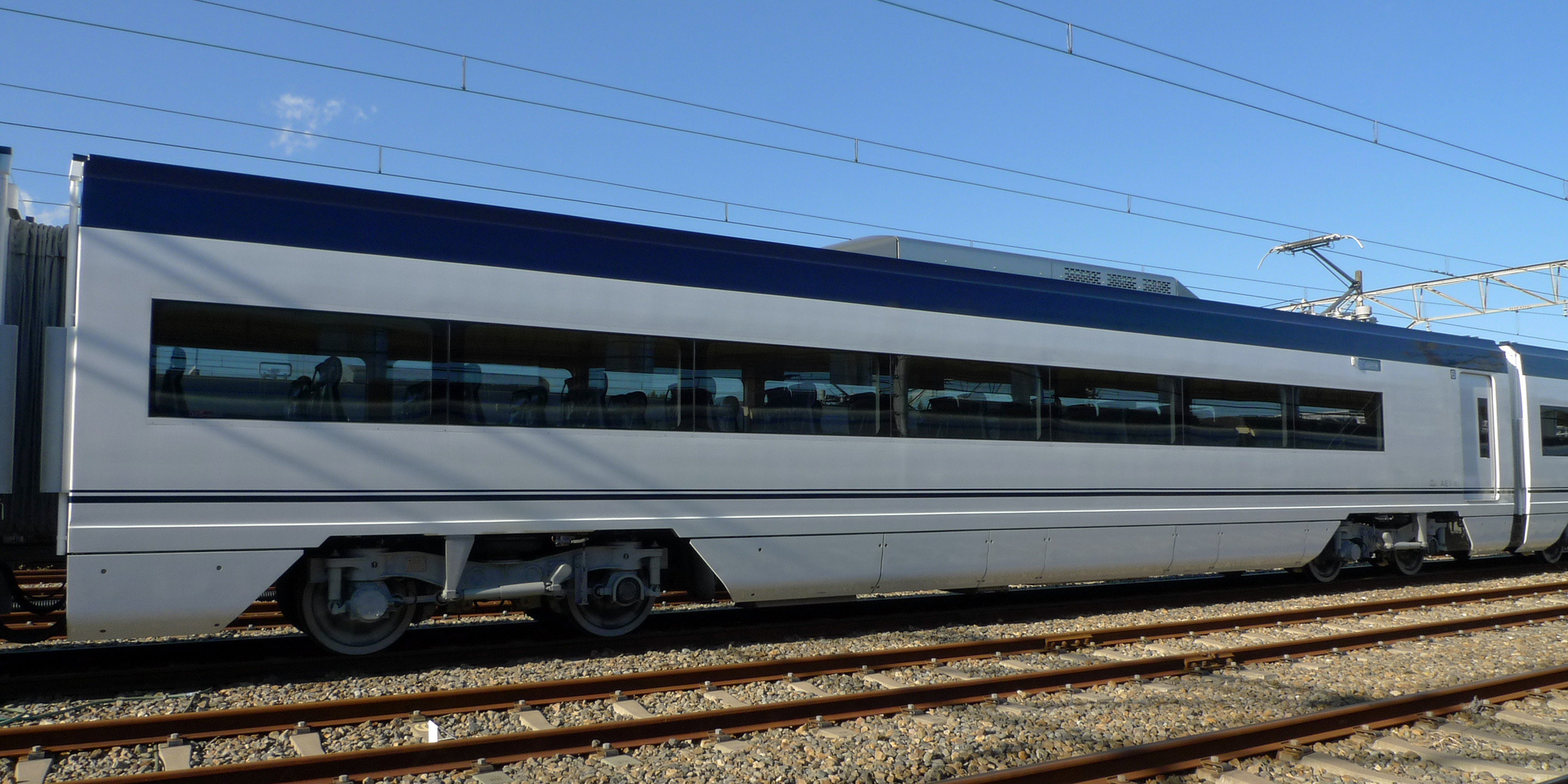
6號車廂
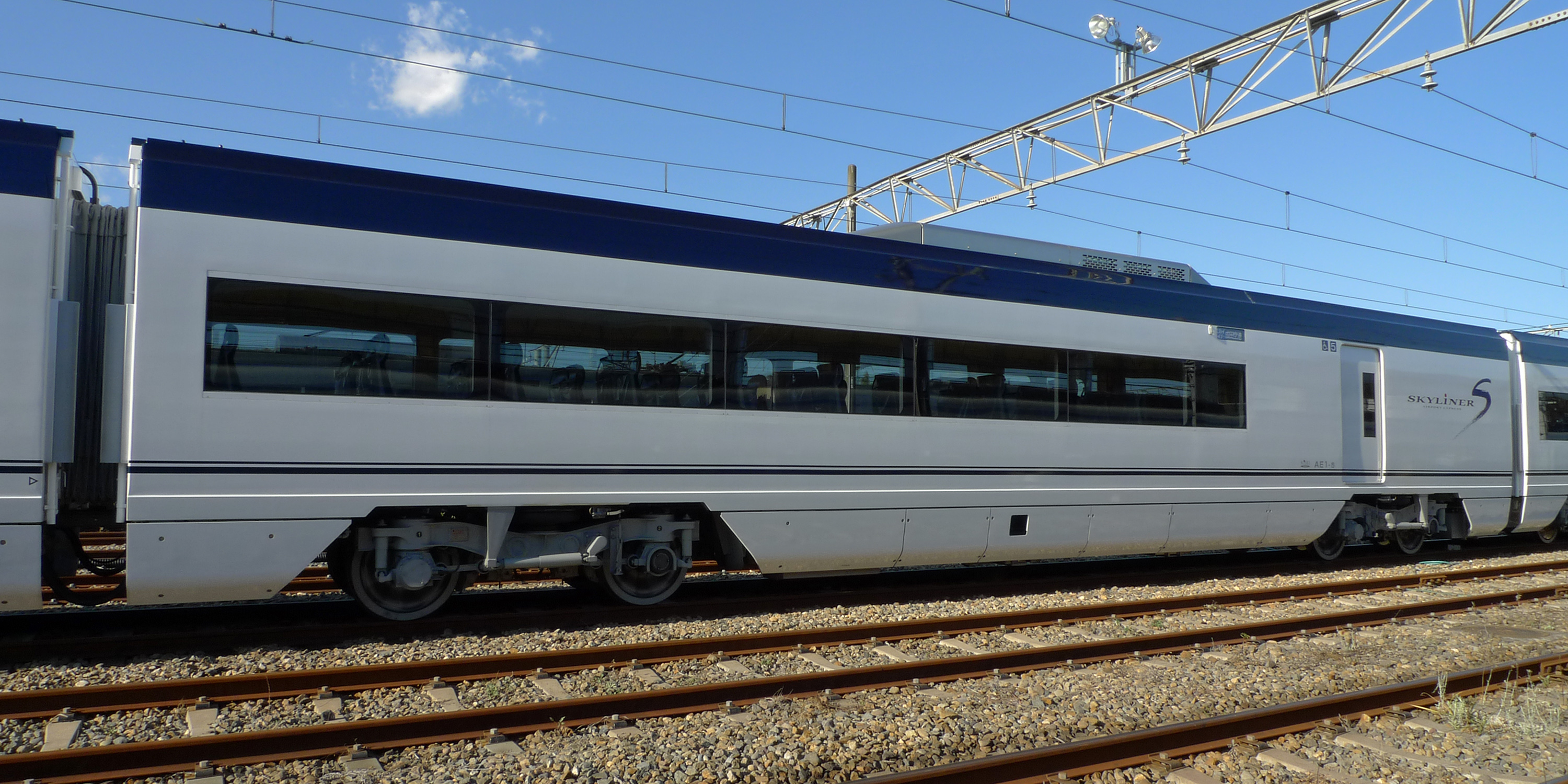
5號車廂
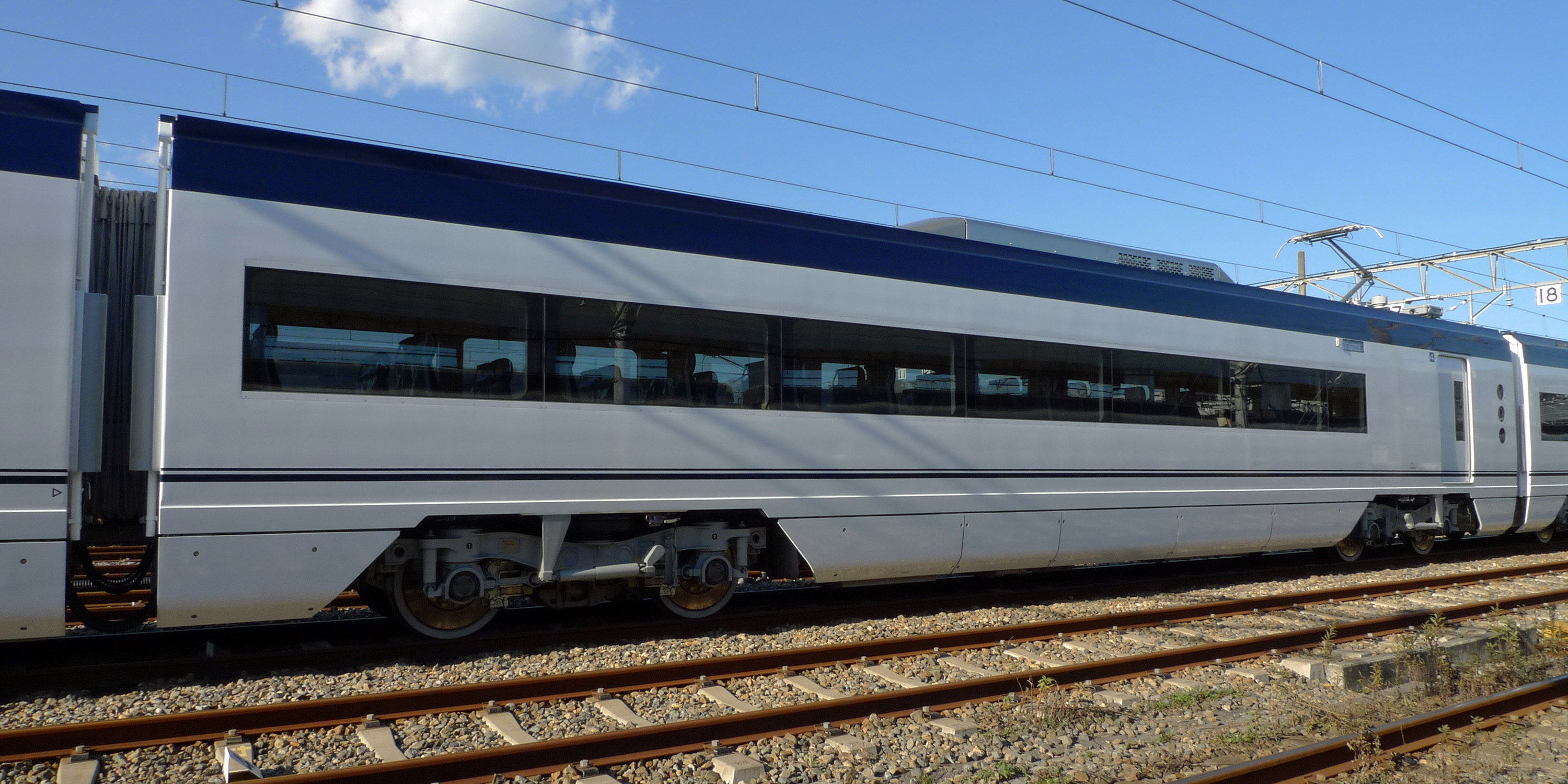
4號車廂
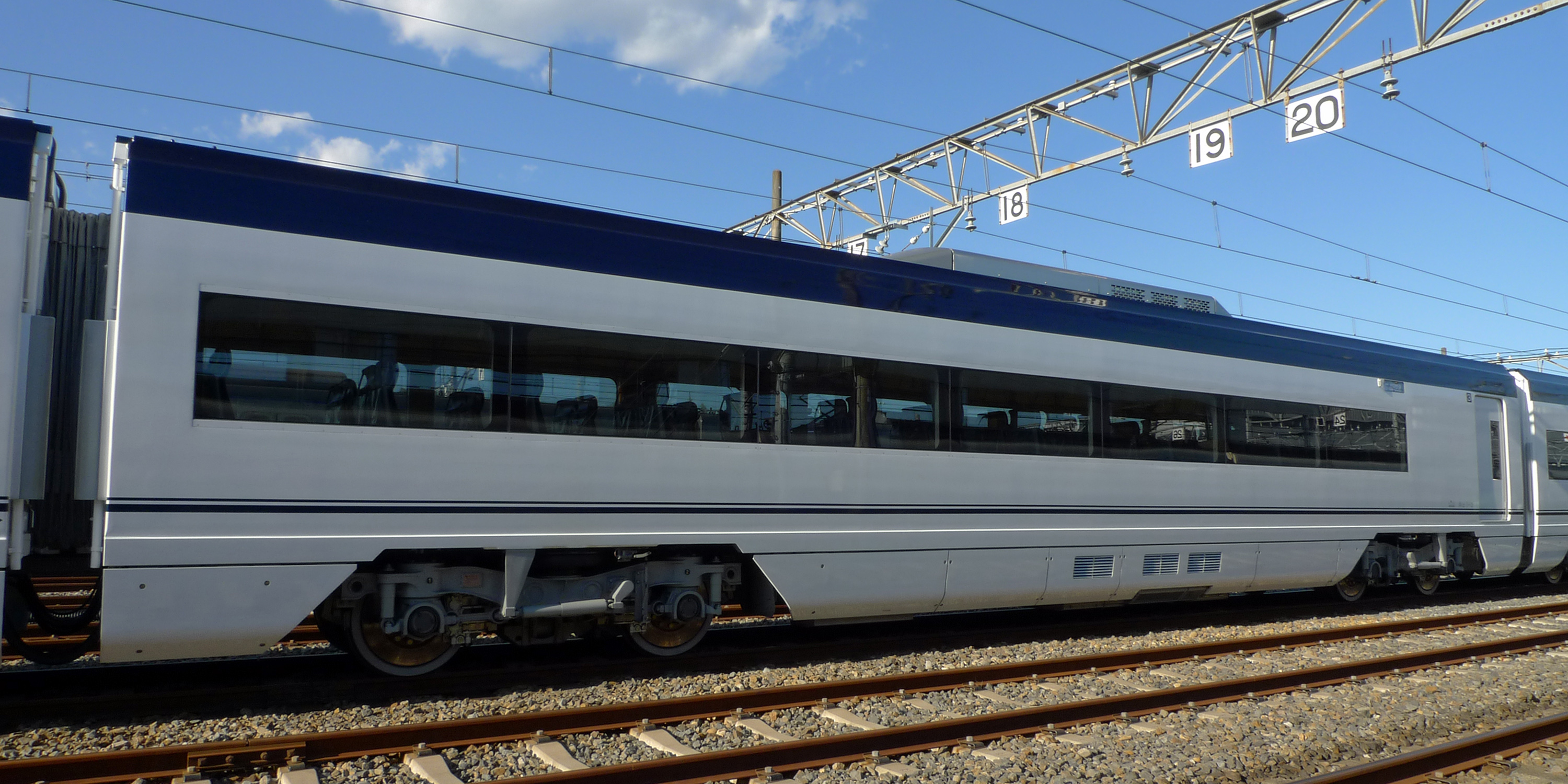
3號車廂
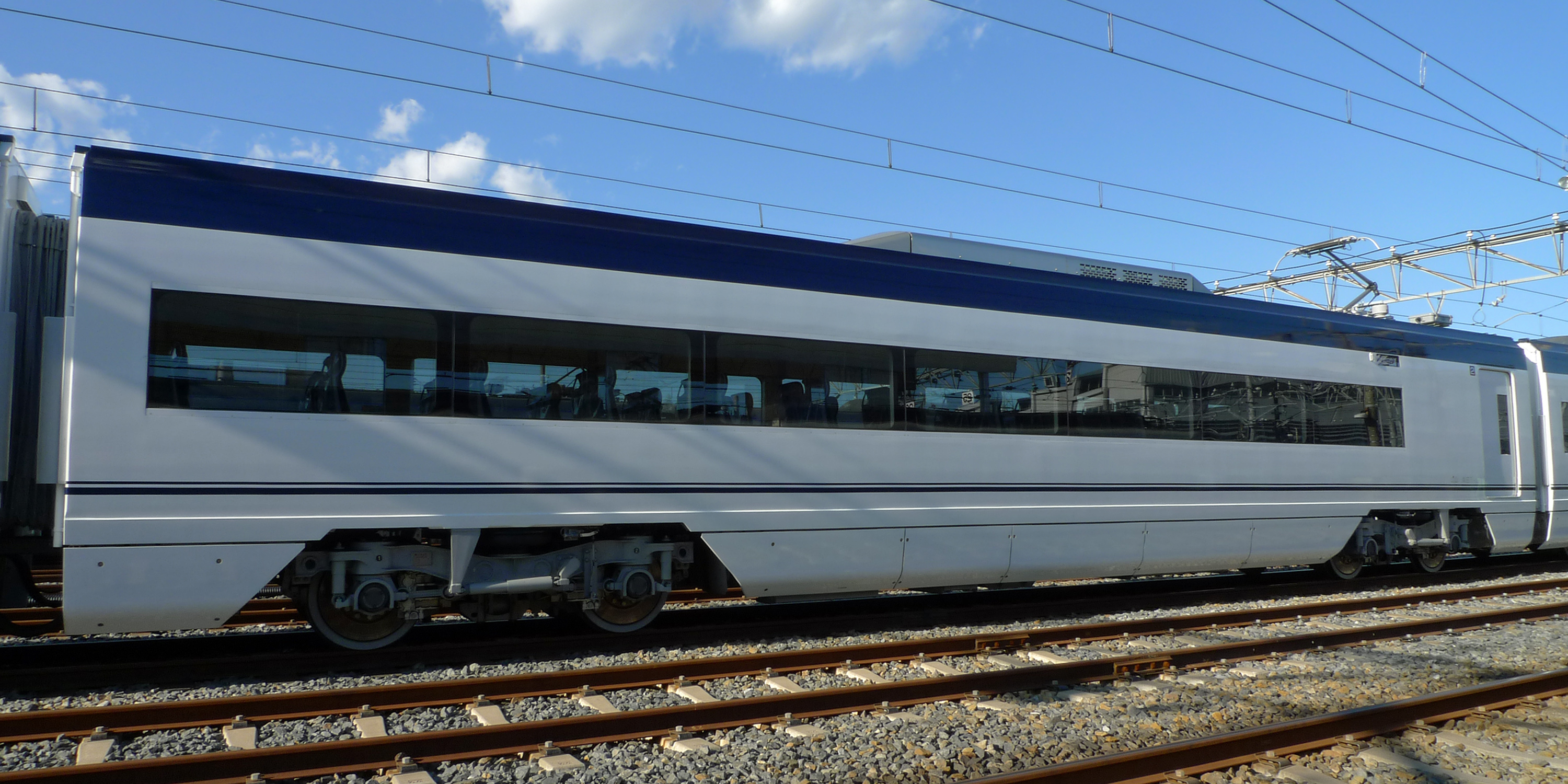
2號車廂
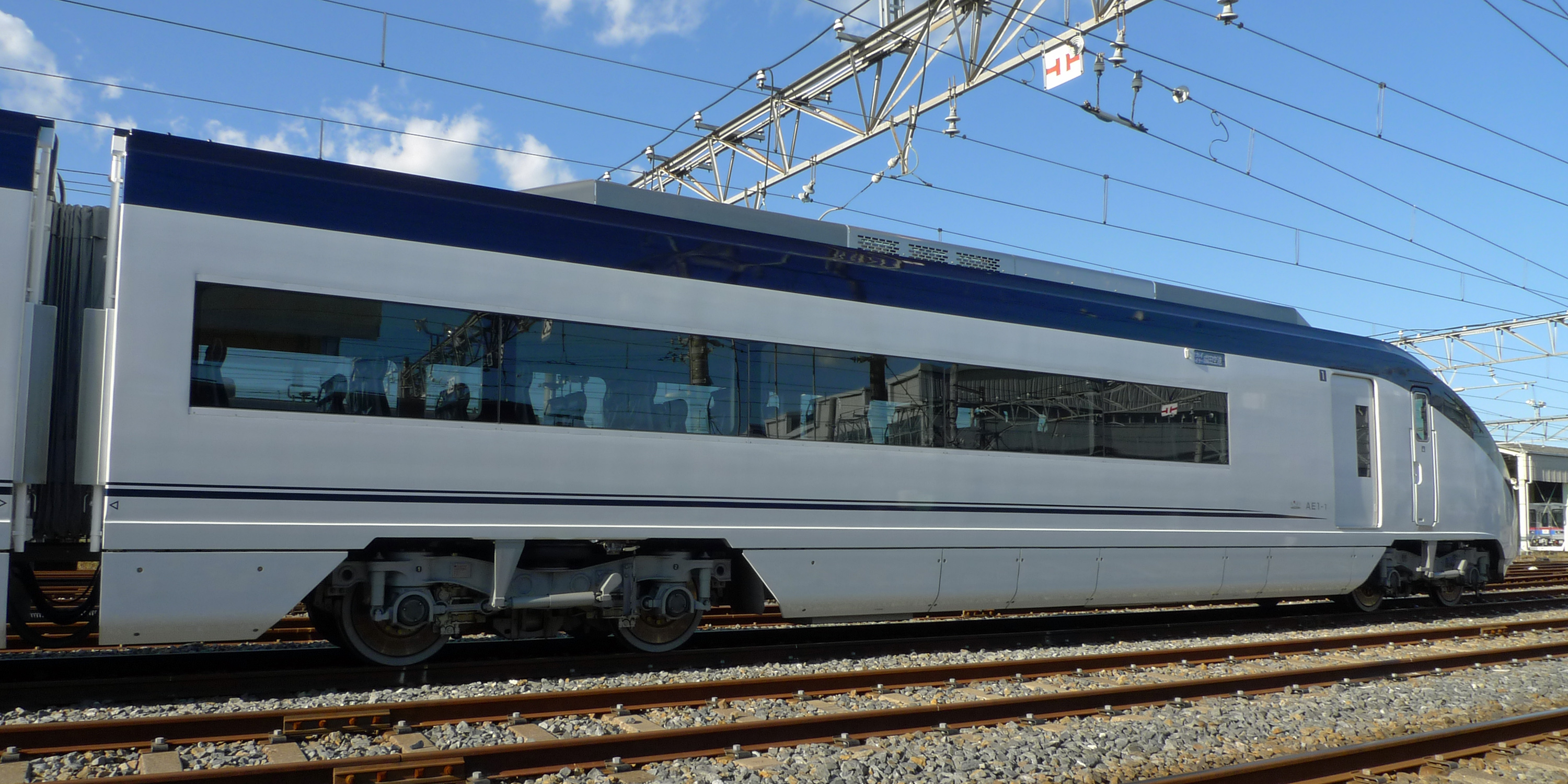
1號車廂

- 8號車廂
- 7號車廂
- 6號車廂
- 5號車廂
- 4號車廂
- 3號車廂
- 2號車廂
- 1號車廂

## 運用
一般運用在經由成田機場線的“Skyliner”特急列車，此外，早晚还會運營經由京成本线的“Morning Liner”和“Evening Liner”。
2010 年除夕至 2011 年元旦期间，“City Liner”号列车在通宵服务中使用了这种列车，此后在“City Liner”号列车的通宵服务中也使用了这种列车。
自 2020 年 10 月起，它还用于运营从印旛日本医大站出发的 “临时 Liner”。

## 生產次序

### AE型（2代）
| 列車號碼 | 生產商   | 付運日期      | 備註   |
| -------- | -------- | ------------- | ------ |
| AE1      | 日本車輛 | 2009年8月27日 |        |
| AE2      | 東急車輛 | 2010年3月19日 |        |
| AE3      | 日本車輛 | 2010年3月26日 |        |
| AE4      | 東急車輛 | 2010年3月26日 |        |
| AE5      | 日本車輛 | 2010年7月1日  |        |
| AE6      | 東急車輛 | 2010年5月14日 |        |
| AE7      | 日本車輛 | 2010年7月6日  |        |
| AE8      | 東急車輛 | 2010年7月28日 |        |
| AE9      | 日本車輛 | 2019年8月25日 | 增備車 |